# Сто тисяч (п'єса)
«Сто тисяч» — трагікомедія на чотири дії українського письменника Івана Карпенка-Карого, основною темою якої є сатира на людську жадобу.
П'єса була написана у 1889 році. Її тематика знайшла продовження в іншій комедії Карпенка-Карого «Хазяїн». Жанр п'єси «Сто тисяч» визначають як сатиричну трагікомедію характерів, бо у творі висміюється надмірна жадоба до збагачення — визначальна риса вдачі головного героя Герасима Калитки.
Іван Карпенко-Карий утвердив жанр комедії в українській літературі як універсальну форму художнього відображення життя, показ найрізноманітніших проявів взаємин між людьми, їхнього внутрішнього світу в контексті національних і загальнолюдських цінностей.

## Сюжет
Головний герой п'єси Герасим Никодимович Калитка, сільський багатій. На початку п'єси він зустрічається з невідомим жидом, який пропонує йому махінацію — купити 100 тисяч фальшивих рублів, заплативши за них тільки п'ять тисяч. Він залишає Калитці зразки фальшивих грошей, які начебто неможливо відрізнити від справжніх, для перевірки якості підробки. Калитка сам боїться піти в банк з фальшивими асигнаціями, і вмовляє зробити це свого кума. Тим часом інший жид, фактор Гершко Маюфес, пропонує Герасиму надійнішу справу — позичити п'ять тисяч рублів поміщику під заставу його земель. Поміщик не зможе повернути гроші, й земля опиниться в руках Калитки.
Кумова поїздка до міста вдалася. «Фальшиві» гроші прийняли. Тоді Герасим зважується на махінацію в повному об'ємі, отримавши мішок «грошей». Втім «гроші» виявилися звичайним папером, і тільки зверху в мішку було кілька пачок зі справжніми купюрами. Втративши п'ять тисяч (Насправді в останню мить він дає три тисячі замість п'яти) Калитка пробує повіситися, але його врятував копач Бонавентура. Прийшовши до тями обдурений «махінатор» промовляє: «Пропала земля Смоквинова! Нащо ви мене зняли з вірьовки? Краще смерть, ніж така потеря», на чому п'єса завершується.
Окрім основної лінії п'єса містить також і побічні, мета яких краще розкриття характеру головного героя. Одна з побічних ліній — кохання сина Калитки Романа з наймичкою Мотрею, одруженню яких перешкоджає батько. Він мріє поріднитися з мільйонером Терентієм Пузирем. Однак, коли Роман відвідав Пузиря, там з ним обійшлися як з челяддю, що вкрай обурило батька. Коли кум повернувся з міста з радісними звістками, Калитка, бажаючи потайки відсвяткувати подію, погоджується на заручини Романа і Мотрі, аби не виникло підозр щодо справжньої причини свята. Лінія копача Бонавентури вводить у комедію протилежність Калитці — мрійника, який присвятив своє життя тому, щоб ураз розбагатіти, знайшовши закопаний скарб. Образ дружини Калитки, працьовитої простої жінки, допомагає показати скупість Герасима — він, наприклад, змушує її ходити три версти до церкви пішки, жаліючи коней.

## Відомі постановки
- «Сто тисяч» (1958) — фільм-спектакль Київського українського драматичного театру ім. І. Франка. Режисер спектаклю — Гнат Юра, режисер фільму — Віктор Іванов.
- У 2008 році «Сто тисяч» поставив Київський театр на Подолі[1]. В ролі Герасима Калитки Богдан Бенюк.
- Художній фільм "Діло безп'ятого" 2024 р.   Перша екранізація Івана Карпенка-Карого  за п'єсою "Сто тисяч".  Режисер - Валерій Шалига. В головній ролі Герасима Калитки Богдан Бенюк.